# At Rolling Forks
At Rolling Forks è un cortometraggio muto del 1912 diretto da Al Christie e Milton J. Fahrney.

## Produzione
Il film fu prodotto dalla Nestor Film Company, una compagnia fondata dai fratelli William e David Horsley.

## Distribuzione
Distribuito dalla Motion Picture Distributors and Sales Company, il film - un corto di 150 metri - uscì nelle sale cinematografiche USA il 26 febbraio 1912. Nelle proiezioni, veniva programmato con il sistema dello split reel, accorpato in un'unica bobina con un altro cortometraggio, il drammatico The Smugglers.